# Halcón Milenario
El Halcón Milenario (en inglés: Millennium Falcon) es una nave espacial ficticia de la franquicia Star Wars. Diseñado por Joe Johnston para la película Star Wars (1977), ha aparecido posteriormente en el Star Wars Holiday Special (1978), El Imperio contraataca (1980), El retorno del Jedi (1983), La venganza de los Sith (2005),  El despertar de la Fuerza (2015), Los últimos Jedi (2017), Han Solo: una historia de Star Wars (2018) y El ascenso de Skywalker (2019). Además, el Halcón aparece en una variedad de obras derivadas de Star Wars, incluyendo libros, cómics y juegos; la novela de James Luceno Millennium Falcon se centra en la nave homónima. También aparece en la película de animación de 2014 La gran aventura LEGO en forma de Lego.
La nave, un carguero ligero corelliano YT-1300, está comandada principalmente por el contrabandista Han Solo y su primer oficial wookiee, Chewbacca, y anteriormente fue propiedad del apostador y estafador Lando Calrissian. En Han Solo: una historia de Star Wars, la nave aparece copilotada por el droide L3-37 de Calrissian, al que más tarde se integraría. Descrita como una de las naves más rápidas del canon de Star Wars, el Halcón parece desgastado, pero a pesar de sus humildes orígenes y su destartalado exterior, esta nave ha desempeñado un papel fundamental en algunas de las mayores victorias de la Alianza Rebelde y la Nueva República.

## Origen y diseño
Originalmente, la nave tenía un aspecto más alargado, pero la similitud de este diseño con los transportadores Eagle de Space: 1999 llevó a George Lucas a cambiar el diseño del Halcón. El modelo original se modificó, se redimensionó y se utilizó como la nave de la princesa Leia, Tantive IV. El modelista Joe Johnston dispuso de unas cuatro semanas para rediseñar el Halcón, y la única sugerencia de Lucas a Johnston fue que «pensara en un platillo volador». Johnston no quería producir un «platillo volador ordinario», así que creó la cabina desplazada, las mandíbulas de carga delanteras y la ranura trasera para los motores. También se dijo que la forma de la nave se basaba más o menos en una hamburguesa con una cabina en forma de aceituna. El diseño era lo suficientemente sencillo como para crearlo en el plazo de cuatro semanas. Johnston calificó la producción del nuevo diseño del Falcon como uno de sus proyectos más intensos.
El sonido de la nave viajando por el hiperespacio procede de dos pistas del ruido del motor de un McDonnell Douglas DC-9, con una pista ligeramente desincronizada con la otra para introducir un efecto de desfase. A esto, el diseñador de sonido Ben Burtt añadió el zumbido de los ventiladores de refrigeración de la plataforma de control de movimiento de Industrial Light & Magic (ILM).
Se ha señalado que la cabina del piloto, con su ventana de estilo invernadero, probablemente se inspiró en la cabina del B-29 Superfortress estadounidense.

### Modelos y escenarios
Visualmente, el Halcón Milenario se representó con varios modelos y escenarios exteriores e interiores. Para Star Wars, se construyó un escenario exterior parcial y el decorado se ambientó de la Bahía de Atraque 94 de Mos Eisley y del hangar de la Estrella de la Muerte. Además del tren de aterrizaje funcional, un soporte adicional sostenía la estructura y estaba disfrazado de conducto de combustible. El conjunto interior incluía el pasillo anular de estribor, la rampa de embarque, el túnel de acceso a la cabina, la escalerilla de la torreta del cañón, compartimentos secretos y la bodega de proa. La cabina de mando se construyó como un decorado independiente que podía mecerse cuando se suponía que la nave temblaba. Existen varias inconsistencias entre el escenario interior y el exterior, siendo el ángulo del túnel de acceso a la cabina el más notable.
Los modelos de efectos de Star Wars coincidían con el diseño del escenario exterior. El modelo principal medía metro y medio y estaba detallado con varias piezas de kit. La nave se representó con una pintura mate cuando la princesa Leia la ve por primera vez, mostrando toda la superficie superior. Para la Edición Especial de 1997, un modelo digital sustituye al modelo de efectos en varias tomas y se utiliza en una nueva toma del Halcón despegando de la Bahía de Atraque 94.
Para El Imperio contraataca (1980), se construyó un nuevo escenario exterior. En la primavera de 1979, Marcon Fabrications, una empresa de ingeniería pesada que prestaba sus servicios a las industrias petroquímica y petrolera del Reino Unido, fue contratada para construir un modelo exterior móvil a escala real capaz de «moverse como si estuviera a punto de despegar». Construido en secreto bajo el nombre en clave del proyecto Magic Roundabout, la empresa alquiló el hangar occidental de la hidrocanoa Sunderland de la década de 1930 en Pembroke Dock, Gales Occidental. El modelo, cuya construcción duró tres meses, pesaba más de 25 t, medía 20 m de diámetro y 6,1 m de altura, y utilizaba plataformas aerodinámicas de aire comprimido para un movimiento de elevación de hasta 38 mm de altura alrededor del escenario. Luego se desmontó y se envió a los estudios Elstree, en Hertfordshire, para el rodaje. En la actualidad, el museo de Pembroke Dock alberga una exposición sobre el proyecto.
Junto con la maqueta a tamaño real del Halcón, se creó un nuevo modelo en miniatura para El Imperio contraataca que permitió a ILM filmar giros y cabeceos en vuelo más intrincados que no eran posibles con el modelo de metro y medio. Este modelo podía montarse en un cardán que permitía a ILM simular maniobras muy difíciles cuando la nave intentaba escapar a los cazas TIE imperiales durante la escena de la huida del campo de asteroides de la película. El nuevo modelo, que medía aproximadamente 81,3 cm de largo, tenía varias características superficiales que diferían del modelo de metro y medio, incluido un tren de aterrizaje actualizado y diferentes detalles superficiales. El modelo de 81,3 cm fue la versión del Halcón Milenario más representada en juguetes, maquetas y material promocional del universo Star Wars antes del lanzamiento de la Trilogía de Secuelas. El modelo se reutilizó para El retorno del Jedi (1983). Al final de esta producción, el modelo fue destruido.
Como en Star Wars, el escenario de locación se modificó alrededor del escenario de la nave. El único cambio de diseño importante fue agregar un tren de aterrizaje donde había estado la línea de combustible disfrazada en Star Wars. Este escenario incluía el lado de babor, dándole siete trenes de aterrizaje. El interior fue ligeramente reacondicionado desde Una nueva esperanza y presentaba una puerta corrediza en la cabina, una bodega de carga más grande, un corredor adicional a babor y una sala de equipos. La cabina fue reconstruida ligeramente más grande para permitir que más actores cupieran cómodamente; al parecer, las tomas fueron ligeramente recortadas en lanzamientos posteriores de la película para ocultar esta alteración. Se crearon dos nuevos escenarios interiores que no se muestran conectados al resto: una escotilla superior que Lando Calrissian (Billy Dee Williams) usa para rescatar a Luke Skywalker (Mark Hamill), y el compartimento donde Luke descansa en una litera.
El modelo de efectos de 1,5 m de Star Wars fue modificado para reflejar el tren de aterrizaje adicional, y se construyeron varios modelos nuevos, incluyendo uno del tamaño aproximado de una moneda de un cuarto de dólar estadounidense. Para la Edición Especial de 1997, un modelo CGI reemplazó al modelo de efectos durante la aproximación y el aterrizaje en la Ciudad de las Nubes.
No se crearon nuevos modelos ni escenarios para El retorno del Jedi. Una porción de la nave a escala completa fue utilizada para una escena eliminada de la película en la que varios personajes abordan el Halcón durante una tormenta de arena en Tatooine. En la escena en que Han le exige a Lando una promesa de no dañar el Halcón, este es representado por una pintura de fondo. También aparece en una pintura mate de toda la bahía del hangar.
Los escenarios internos y externos fueron desmantelados después de que terminó la filmación de El retorno del Jedi. Los modelos de efectos fueron conservados por Lucasfilm y algunos han estado en exhibición de vez en cuando.
Una versión digital del Halcón aparece brevemente en Coruscant en La venganza de los Sith (2005). Lucas ha confirmado que la nave es el Halcón y no otra nave de diseño similar. Una versión CGI de la nave también aparece en la atracción de Disney Star Tours: The Adventures Continue.
El 3 de junio de 2014, la página web TMZ confirmó que el Halcón regresaría para El despertar de la Fuerza cuando filtró una foto de los escenarios de la película, mostrando una versión a escala completa del Halcón en construcción. Una toma de efectos del Halcón aparece en el teaser tráiler de esta película, lanzado el 28 de noviembre de 2014. Esta versión de la nave es una recreación digital del modelo original de cinco pies de 1977, con detalles adicionales que reflejan el paso del tiempo. El cambio más notable es la matriz de sensores rectangular sobre el casco superior, que reemplaza el plato circular de las primeras tres películas.
El 16 de abril de 2021, el artista conceptual Phil Saunders compartió algunos conceptos artísticos abandonados y reveló que Judi Dench fue considerada para un papel en El ascenso de Skywalker como la diseñadora original del Halcón Milenario.

## Descripción
¡Qué pedazo de basura!
Luke Skywalker, Una nueva esperanza

¿Viniste en esa cosa? Eres más valiente de lo que pensaba.
Leia Organa, Una nueva esperanza

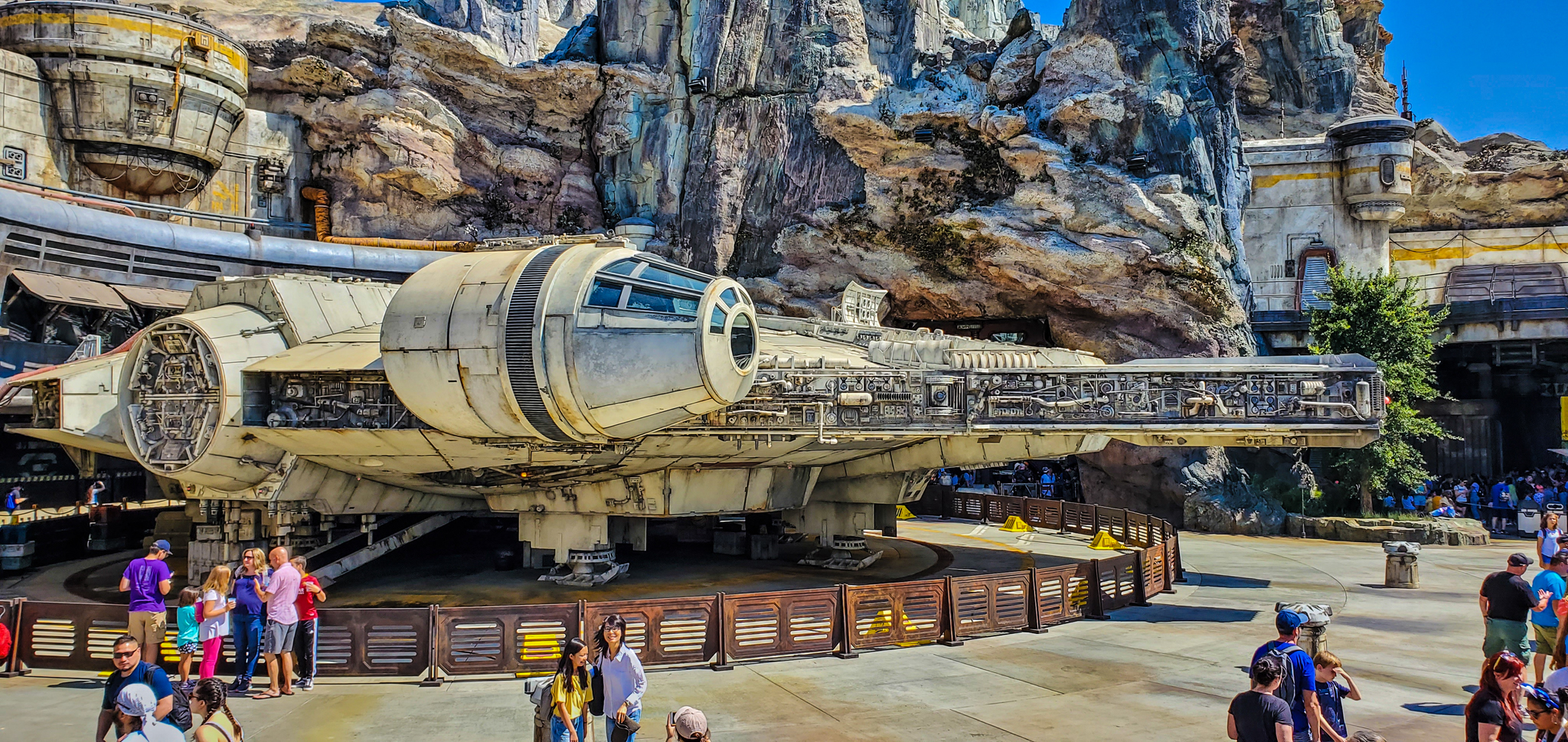
El Halcón Milenario en la atracción Millennium Falcon: Smugglers Run de Disneyland

El Halcón Milenario es un carguero ligero corelliano tipo YT-1300. Tiene forma de platillo, aunque una serie de elementos integrados en el casco determinan una parte delantera y una parte trasera. Su sistema de hiperpropulsión está dentro de la categoría x 1/2 (x 0.5), que reduce por dos la duración estándar de los viajes interestelares.
A pesar de que a primera vista provoca comentarios como el de Luke Skywalker: («¡Qué pedazo de chatarra!») y posteriormente en el despertar de la Fuerza, la protagonista Rey la describiria como: («¡una chatarra vieja!»), el Halcón Milenario es un poderoso carguero que ronda los 35 metros de longitud y cuya misión principal es la de acarrear contenedores por medio de las pinzas delanteras. Como el contenedor estaría justo delante de la nave, esa es la razón por la cual la cabina está situada en un lateral.
Durante la Batalla de Endor, en la que participó activamente en la destrucción de la segunda Estrella de la Muerte, el Halcón perdió la antena de tipo reflector parabólico circular de su radar. Pilotado por Lando Calrissian a través de la estructura de la estación espacial camino de su núcleo, dentro de un pequeño canal que estaba abierto durante su construcción, se golpeó contra una de las paredes, una tubería o viga estructural de la estación espacial, impacto que arrancó de un solo golpe dicha antena. Posteriormente esta fue sustituida por un reflector parabólico de perfil rectangular, más moderno y de mayor capacidad, que se puede ver claramente en Star Wars: Episodio VII - El despertar de la Fuerza, aunque luego vuelve a perder la antena en una batalla aérea en Crait a causa de los disparos de un TIE en Star Wars: Episodio VIII - Los últimos Jedi.

### Armamento
El Halcón dispone de torretas con cañones láser cuádruples, dos cañones láser principales situados entre las mordazas principales de la nave, en el techo y el piso, conectadas por una escalera y un láser antipersonal de disparo automático oculto en su parte inferior. Guiado por computadora con sensor de movimiento, el láser antipersonal se activa a través de unas pequeñas compuertas para respaldar a la tripulación en caso de ser atacadas cuando están fuera de la nave o bien se preparan para despegar. También cuenta con lanzadores de misiles en bahías internas de carga en la parte delantera. Destacan otros detalles, como el habitáculo a prueba de escáneres térmicos y de sonido, situado bajo el suelo de la nave. Aunque originalmente destinado al contrabando, en más de una vez sirvió para esconder a algunos pasajeros. También posee cápsulas de escape, en caso de emergencia, para distraer la atención en caso de ser abordados. Asimismo, tiene escudos de pantallas de energía delanteros y traseros para poder resistir algunos disparos de armas láser y evitar dañar el fuselaje de la nave.

## Historia
Fabricado por la Corporación de Ingeniería Corelliana, fue muy utilizado por Han Solo (el más famoso de los propietarios que tuvo) y Chewbacca, el copiloto de Solo, para exitosas (aunque en ocasiones no tan exitosas) misiones de contrabando. Han Solo ganó el Halcón Milenario a Lando Calrissian en el juego de cartas sabacc varios años antes de los eventos de la película original de Star Wars. En esa película, Obi-Wan Kenobi y Luke Skywalker contratan la nave en la cantina de Mos Eisley para que los lleve, junto con C-3PO, R2-D2 y los planos robados de la Estrella de la Muerte, a Alderaan. Cuando el Halcón es capturado por la Estrella de la Muerte, el grupo se oculta en compartimentos de contrabando construidos en el suelo para evitar ser detectados durante una búsqueda en la nave. El grupo finalmente escapa a bordo del Halcón tras rescatar a la princesa Leia. Solo luego cobra su pago por llevarlos a la base rebelde oculta en Yavin IV y se marcha en circunstancias amargas, pero regresa para ayudar a Luke a destruir la Estrella de la Muerte.
Solo pilota el Halcón, con Chewbacca, Leia y C-3PO a bordo, para eludir a la flota imperial en El Imperio contraataca, lo que resulta en una lucha notable debido a un hiperimpulsor dañado. Se refugian en la Ciudad de las Nubes, donde Darth Vader captura a Solo después de que Boba Fett los rastrea hasta allí. Lando Calrissian ayuda a los demás a escapar y R2-D2 logra reparar el hiperimpulsor de la nave. Al final de la película, Lando parte en el Halcón para rastrear a Solo y a su captor, Jabba el Hutt. Calrissian vuelve a capitanear el Halcón durante el clímax de El retorno del Jedi, con Nien Nunb como copiloto, para destruir la segunda Estrella de la Muerte. Antes de que la segunda Estrella de la Muerte sea destruida, Lando daña accidentalmente la nave al golpear la rectenna de sensores circular contra una tubería o circuito aleatorio dentro de la estructura. A pesar de esto, Lando y los demás logran destruir con éxito el Imperio Galáctico.
En El despertar de la Fuerza, ambientada unos 30 años después de El retorno del Jedi, el Halcón está en posesión de un chatarrero llamado Unkar Plutt en el planeta desértico Jakku, habiendo sido robado de Solo y Chewbacca algunos años antes. La carroñera Rey y el exsoldado imperial Finn roban el Halcón para escapar de un ataque de la Primera Orden, tras ser objetivo por tener al droide BB-8 en su posesión. Son capturados por un carguero de contrabandistas, que resulta estar pilotado por Solo y Chewbacca, quienes reclaman el Halcón. Obligados a escapar en el Halcón de una emboscada por parte de aquellos a quienes Solo debe mucho dinero, Solo acepta a regañadientes ayudar a Rey y Finn a devolver a BB-8 a la Resistencia. Después de que Rey es capturada por la Primera Orden, Solo acepta llevar a Finn en el Halcón a la nueva Base Starkiller de la Primera Orden (un planeta convertido en la próxima generación de la Estrella de la Muerte) intentando una maniobra arriesgada para eludir las defensas del planeta al salir del hiperespacio en su atmósfera. Cuando Solo es asesinado por su hijo, los rebeldes escapan de la Base Starkiller en destrucción. Más tarde, Rey usa un mapa recién ensamblado para viajar a Ahch-To, el sitio del primer templo Jedi, para contactar al perdido Luke Skywalker, viajando en el Halcón acompañada de Chewbacca y R2-D2.
El Halcón aparece nuevamente en Los últimos Jedi, aún en Ahch-To con Rey y Chewbacca. Más adelante en la película, Chewbacca y Rey llevan el Halcón al planeta Crait, donde la Resistencia está siendo atacada por la Primera Orden. El Halcón pierde su antena de sensores por tercera vez en Crait, después de que un caza TIE la derriba, pero aún logra eliminar por sí solo a la mayoría de los cazas de la Primera Orden en el planeta mientras Luke distrae a Kylo Ren. Tras la batalla, el personal sobreviviente de la Resistencia abandona Crait a bordo del Halcón.
En Los últimos Jedi, Rey usa la cápsula de escape del Halcón para abordar la nave insignia del líder supremo Snoke, el Supremacía, un Acorazado Estelar clase Mega. El director Rian Johnson señaló que quería que su diseño se asemejara a un ataúd, inspirado en Perelandra, libro C.S. Lewis. La cápsula de escape estaba marcada con la inscripción Propiedad de Han Solo. En la película Han Solo: una historia de Star Wars, se revela que Lando modificó el Halcón al colocar una cápsula de escape entre las 'mandíbulas' frontales, la cual Han desecha para escapar de un pozo gravitacional.
En El ascenso de Skywalker, el Halcón es pilotado por Lando Calrissian, Chewbacca y Wedge Antilles en la batalla final de Exegol, liderando a toda la flota de mundos libres contra las fuerzas del Sith Eterno.

### Corredor de Kessel
En la película inicial, Han Solo presume que el Halcón «hizo el Corredor de Kessel en menos de doce pársecs». Dado que el pársec es una unidad de distancia y no de tiempo, se han ofrecido diversas explicaciones al respecto. En el cuarto borrador del guion, Obi-Wan Kenobi «reacciona ante el intento absurdo de Solo de impresionarlos con información obviamente errónea». En 1977, George Lucas reconoció el error y explicó que Han había modificado “el sistema de navegación para atravesar el hiperespacio en la menor distancia posible”. En el comentario de audio del DVD de la película, Lucas detalló que, en el universo de Star Wars, viajar por el hiperespacio exige una navegación cuidadosa para esquivar estrellas, planetas, asteroides y otros obstáculos. Debido a que ningún viaje de larga distancia puede realizarse en línea recta, la nave «más rápida» es aquella capaz de trazar el «curso más directo», recorriendo así la menor distancia posible.
En El despertar de la Fuerza, Rey menciona el Corredor de Kessel, pero afirma que se completó en catorce pársecs, tras lo cual Solo la corrige.
En Han Solo: una historia de Star Wars, se muestra en detalle el Corredor de Kessel de Han Solo, ofreciendo una explicación para su alarde de «doce pársecs». Solo debe realizar múltiples saltos calculados para evitar que la tripulación muera. Tras integrar el módulo de memoria dañado del droide L3-37 de Lando en el sistema de navegación de la nave, Solo logra tomar un «atajo» (peligrosamente cerca de un agujero negro). Chewbacca señala que la distancia real fue más cercana a 13 pársecs, pero Solo insiste: «No si redondeas hacia abajo», sugiriendo que su afirmación de «menos de doce pársecs» es una ligera exageración.

### Propietarios
El Halcón ha aparecido numerosas veces en la franquicia. Su propiedad y mando han cambiado en varias ocasiones:
- Antes de los eventos de Una nueva esperanza, el Halcón pertenecía a Lando Calrissian, quien lo perdió ante Han Solo como pago de una deuda de juego. Esto se muestra en Han Solo: una historia de Star Wars, junto con la integración del droide de Lando, L3-37, en la computadora de la nave.
- Tras la captura de Solo por el Imperio en El Imperio contraataca, Lando, Chewbacca y Leia toman posesión del Halcón.
- Durante Retorno del Jedi, Solo parte de Tatooine a bordo del Halcón Milenario y, al llegar al punto de encuentro con la flota rebelde, presta la nave a Calrissian quien la pilota durante la Batalla de Endor y la destrucción de la segunda Estrella de la Muerte.
- Después de los eventos de Retorno del Jedi, el Halcón es robado de Solo y termina en el planeta Jakku bajo la propiedad de un comerciante de chatarra, Unkar Plutt, 30 años después de la Batalla de Endor. En El despertar de la Fuerza, Rey y Finn toman el control de la nave para escapar del planeta, pero son encontrados por Solo y Chewbacca, quienes reclaman inmediatamente la nave.[4]
- Tras la muerte de Solo, Rey pilota el Halcón con Chewbacca como copiloto. La novelización de El despertar de la Fuerza indica que Chewbacca cede voluntariamente la capitanía del Halcón a Rey.
- Después de los eventos de Retorno del Jedi, la nave se convierte en la base de operaciones de los miembros restantes de la Resistencia.
- Tras los eventos de El ascenso de Skywalker, el Halcón es pilotado nuevamente por Lando Calrissian junto con Chewbacca.

## Influencia cultural
Joss Whedon considera al Halcón Milenario una de sus dos principales inspiraciones para su serie de televisión Firefly. El Halcón y su forma distintiva aparecen en Viaje a las estrellasː primer contacto, Blade Runner, S.O.S. Hay un Loco Suelto en el Espacio y Invasión. La serie de manga Berserk incluye un arco del Halcón Milenario.
SpaceX afirma que sus vehículos de lanzamiento (excepto Starship) llevan el nombre del Halcón Milenario.
Las Fuerzas Aéreas de Estados Unidos bautizaron a la primera de sus fábricas de software con el nombre de Kessel Run (Corredor de Kessel) por la forma en que pretendían «introducir de contrabando» técnicas ágiles de desarrollo de software y batir récords de velocidad.

### Biología
El Cambroraster falcatus, un artrópodo del Cámbrico medio, debe su nombre al Halcón Milenario.

### Juguetes
Diversas compañías como Kenner, Hasbro, Steel Tec, Master Replicas, Code 3 Collectibles y Micro Machines han lanzado juguetes y rompecabezas del Halcón Milenario, incluyendo una versión basada en la línea Transformers de la nave.
Hot Wheels ha creado un modelo del Halcón Milenario para su línea de naves estelares de Star Wars, así como una versión adaptada como automóvil. También está disponible como un set de juego de Hot Wheels.
Lego ha producido múltiples versiones del Halcón Milenario en diferentes tamaños. El modelo de 5195 piezas, parte de la serie Star Wars Ultimate Collectors Series, fue el set de Lego más grande comercializado por la compañía hasta que en 2008 fue superado por el Lego Taj Mahal. En septiembre de 2017, Lego lanzó una versión actualizada del Halcón Milenario en la serie Ultimate Collectors Series. Con un interior renovado y más detalles en comparación con el modelo de 2007, este set de 7541 piezas es el más costoso disponible comercialmente hasta la fecha. Lego también lanzó una versión vinculada a Han Solo: una historia de Star Wars, conocida como Kessel Run Millennium Falcon. Otra versión, llamada The Dark Falcon, incluye personajes alternativos como Darth Jar Jar y Jedi Vader, además, presenta al Halcón Milenario con una coloración negra.

## Atracciones en parques temáticos
El 31 de mayo de 2019, se inauguró al público una réplica a tamaño real del Halcón Milenario junto con el resto de Star Wars: Galaxy's Edge en el Disneyland Resort en Anaheim, California. Esta incluye una atracción de simulador de vuelo, Millennium Falcon: Smugglers Run, en la que los visitantes toman el control de la nave desde su cabina de vuelo. Una versión idéntica de esta atracción abrió sus puertas el 29 de agosto de 2019 en Disney's Hollywood Studios dentro del Walt Disney World Resort en Orlando, Florida.